# Władysław Orlicz
Władysław Roman Orlicz (24. května 1903 Okocim, Rakousko-Uhersko nyní Polsko – 9. srpna 1990 Poznaň, Polsko) byl polský matematik, který se zabýval funkcionální analýzou a topologií. Byl členem Lvovské matematické školy a je po něm pojmenováno několik matematických vět a konceptů, např. Birnbaumův–Orliczův prostor nebo Orliczův–Pettisův teorém.